# Kristine Lunde-Borgersen
Kristine Lunde-Borgersen, född 30 mars 1980 i Kristiansand, är en norsk tidigare handbollsspelare (mittnia). Hon är tvillingsyster med handbollsmålvakten Katrine Lunde.
Hon tog bland annat guld vid OS 2008 i Peking och OS 2012 i London.